# Rancho Skywalker

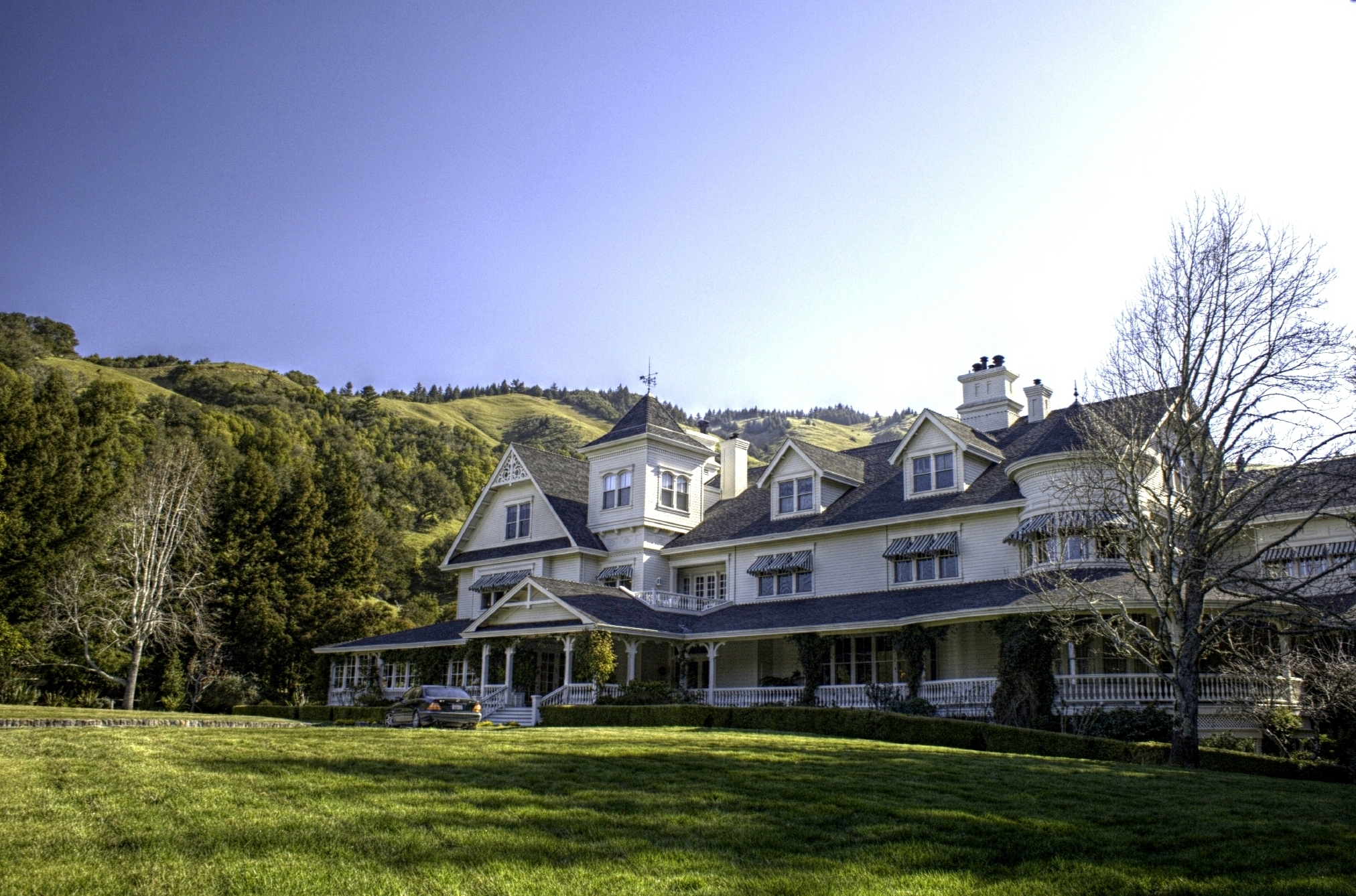
Casa principal do Rancho Skywalker

Rancho Skywalker é um rancho de cinema e local de trabalho do diretor de cinema, roteirista e produtor George Lucas, localizado em um isolado, porém área aberta perto de Nicasio, no Condado de Marin, na Califórnia. A fazenda está localizada em Lucas Valley Road, apesar de George Lucas não estar relacionado com a estrada homônima, que foi construída no século XX pelo proprietário das terras. O rancho não é aberto ao público e mantém uma estrada pequena. Um condomínio fechado de estrada leva até a fazenda.

## Visão geral
Montado parcela por parcela, a partir de setembro de 1978, o Rancho Skywalker custou a Lucas até 100 milhões de dólares, de acordo com o Wall Street Journal. A Lucasfilm adquiriu 3000 hectares (de 1200 ha) de áreas adjacentes para um total de 4700 hectares (de 1900 ha). Apenas 15 hectares (6,1 ha) têm sido desenvolvidos. Os moradores da área por 25 anos lutaram contra seu plano de construir um estúdio na propriedade, citando poluição sonora e luminosa.
O sítio contém um estábulo com os animais, vinhas, um jardim com frutos e vegetais utilizados no restaurante local, uma piscina exterior e um centro de fitness com quadras de raquetebol, o artificial "Lago de Ewok," um observatório da coluna, um teatro com capacidade para 300 chamado de "Veado", bem como várias quartos com teatros de triagem e parque de estacionamento que é mais escondido no subterrâneo para preservar a paisagem natural. "Skywalker  Sound" foi movida para a fazenda em 1987, agora ocupando o Prédio Técnico. A Casa Principal tem uma sala de pesquisa de biblioteca, sob uma cúpula de vidro colorido. O Rancho Skywalker tem a sua própria estação de bombeiros; ela é parte do sistema do Condado de Marin de ajuda mútua, e é frequentemente chamado para auxiliar os bombeiros nas proximidades de Marinwood.
O Rancho Skywalker destina-se a ser mais um "retiro do cineasta" do que uma sede para as operações comerciais de Lucas. As empresas da Lucasfilm, Industrial Light & Magic e LucasArts estão localizadas no Letterman Digital Arts Center do Lucas, no Presídio de San Francisco. Skywalker Sound permanece baseada no rancho, para o qual Lucasfilm paga uma taxa de aluguel a George Lucas, que continua a ser o proprietário do imóvel. Apesar de Lucas manter seu escritório no Rancho, ele pessoalmente não mora lá.

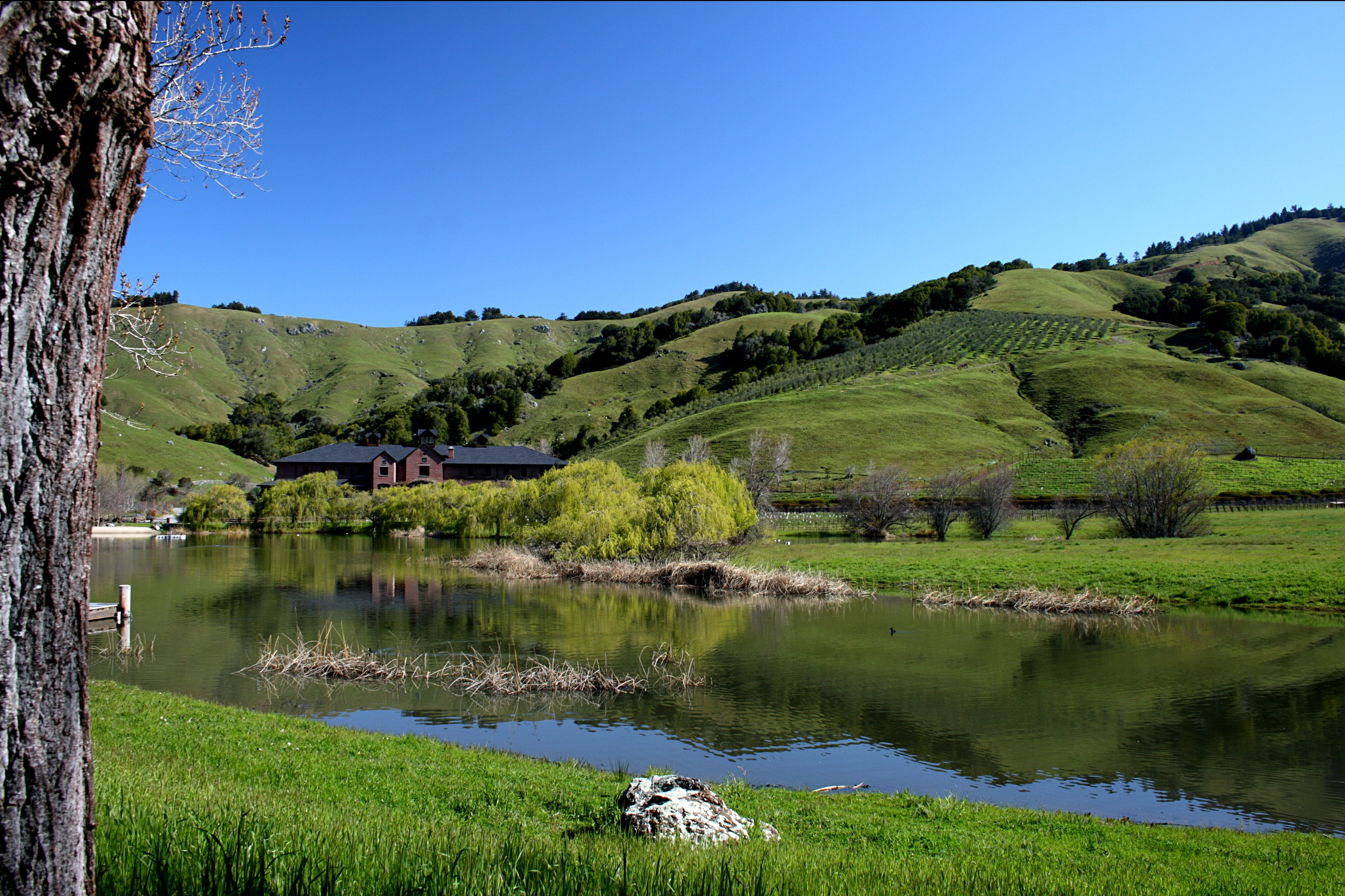
Lago Ewok do Rancho Skywalker

## Propriedades de Lucas nas proximidades

### Big Rock Ranch
Big Rock Ranch é um desenvolvimento posterior da Lucasfilm em Marin County em 3800 Lucas Valley Road, adjacente ao Rancho Skywalker. A comissão de planejamento do município aprovou em setembro de 1996 e a construção foi completada em 2002. No entanto, em novembro de 2004, Lucas anunciou que os 250 trabalhadores da fazenda vão ser transferidos para o Letterman Digital Arts Center.
Antes de se mover para Presidio em 2005, Big Rock Ranch foi a casa do marketing, licenciamento, distribuição e divisão online da Lucasfilm. A partir de 2007 foi a sede da divisão de animação e a George Lucas Educational Foundation.

### Outros
A partir de 1988, a Lucasfilm procurou a aprovação para desenvolver outra propriedade próxima chamada Grady Ranch em 2400 Lucas Valley Road. As propostas mais recentes pediam 263.701 pés quadrados (24,498.6 m2) para a propriedade ser o centro de produção de filmes digitais. No entanto, na sequência de atrasos causados por resistência e preocupações ambientais locais, Lucas abandonou estes planos em abril de 2012 e em vez disso decidiu vender a terra.
Lucas também é dono do McGuire Ranch (3801 Lucas Valley Road) e Loma Alta Ranch (4001 Lucas Valley Road) em Marin County.

## Na mídia
O filme de comédia Fanboys (2009), conta a história de fãs de Star Wars que tentam invadir o Rancho Skywalker para assistir Star Wars: Episódio I – A Ameaça  Fantasma antes do lançamento oficial. O Rancho hospedou Bill Moyers e Joseph Campbell para entrevistas ao documentário The Power of Myth no final dos anos 80. As obras de Campbell influenciaram Lucas na construção do Star Wars universo. Anos mais tarde, Moyers retornou ao Rancho para entrevistar Lucas para o documentário intitulado The Mythology of Star Wars na época da produção do Episódio I. 
Em 1996, a banda Journey gravou o clip musical da sua canção "When You Love a Woman" dentro do Palco de Música do Rancho. 
O Rancho foi destaque em um episódio de The Big Bang Theory (Season 8: The Skywalker Incursion – 2015) onde Leonard e Sheldon tentam obter acesso ao ver o rancho por conta própria. 